# Bernard Tanguy (historien)
Pour les articles homonymes, voir Tanguy.
Bernard Tanguy, né le 15 avril 1940 à Laniscat (Côtes-du-Nord) et mort le 30 janvier 2015 à Brest (Finistère),, est un historien français, chargé de recherche au CNRS, licencié-ès-lettres, docteur de 3e cycle.
Au cours de sa carrière, il est spécialiste de la période du haut Moyen Âge de la Bretagne, et des noms de lieux issus de la langue bretonne.
En 1988, il publie un enquête dans le bulletin de la Société d’archéologie du Finistère identifiant Douarnenez et son île Tristan comme lieu où Tristan et Iseut ont consommé leur amour.

## Champs de recherche
- Histoire et civilisation de la Bretagne du haut Moyen Âge
- Toponymie et anthroponymie bretonnes
- Hagiographie et hagionymie bretonnes
- Histoire religieuse de la Bretagne du haut Moyen Âge

## Autres fonctions
- 1997: président de l'association des Amis de l'Abbaye Sainte-Croix de Quimperlé[7]
- 1999-2005 : président la Société archéologique du Finistère[5]

## Principales publications

### Ouvrages
- Aux origines du nationalisme breton, Paris, 1977, 2 vol.
- Les noms de lieux bretons. Toponymie descriptive. Rennes, 1975
- Bernard Tanguy, Dialectologie bretonne, analyse lexicographique et cartographique de l'Atlas linguistique de la Basse-Bretagne de Pierre Le Roux, Rennes, Centre régional de documentation pédagogique, 1981
- Dictionnaire des noms de communes, trèves et paroisses du Finistère (illustrations de Ronan Olier), Douarnenez, Éditions Chasse-Marée - ArMen, 04/1991.
- Dictionnaire des noms de communes, trèves et paroisses des Côtes d'Armor (illustrations de Ronan Olier), Douarnenez, Éditions Chasse-Marée - ArMen, 04/1992.
- Bretagne intérieure. L'Argoat, terre d'histoire et de légendes, Toulouse, 1995
- « Une charte inédite d'Henri III roi d'Angleterre (1216-1272) », dans Le prince, l'argent, les hommes au Moyen Age. Mélanges offerts à Jean Kerhervé, Rennes, PUR, 2008, p. 117-121.

### Direction ouvrages collectifs
- Bernard Tanguy (dir.), Tanguy Daniel, Patrick Galliou, Sean McGrail, Alan Lane et François Kerlouégan (photogr. J. Feutren), Sur les pas de Paul Aurélien : Colloque international Saint-Pol-de-Léon organisé par le Centre de recherche bretonne et celtique de l'université de Bretagne occidentale (Actes réunis et publiés par Bernard Tanguy et Tanguy Daniel), Brest/Quimper, Centre de rechreche bretonne et celtique/Société d'archéologie du Finistère, 1997 (ISBN 2-906790-02-8, lire en ligne [PDF]).